# After...
After... é um visual novel japonês adulto desenvolvido pela Ciel, lançado em 27 junho de 2003 para PC tendo como base as mídias CD e DVD. A versão em DVD inclui um livro guia e um CD com a trilha sonora do jogo, a versão em CD inclui um livro guia e um mouse pad. Subsequentes lançamentos aprimorados para o Dreamcast e para o PlayStation 2 conhecidos como After... ~Wasureemu Kizuna~  foram liberados. Ambos os lançamentos apresentam seus próprios personagens e cenários exclusivos que não são vistos na versão original do PC.

## Personagens
- Yūichi Takawashi (高鷲祐一, Takawashi Yūichi)
- Kanami Shiomiya (汐宮香奈美, Shiomiya Kanami)
- Nagisa Takawashi (高鷲渚, Takawashi Nagisa)
- Yōko Kishi (喜志陽子, Kishi Yōko)
- Kōtarō Takidani (滝谷紘太郎, Takidani Kōtarō)
- Keishō Abiko (我孫子慶生, Abiko Keishō)
- Miyuki Chihaya (千早美雪, Chihaya Miyuki)
- Saori Mikkaichi (三日市沙織, Mikkaichi Saori)
- Satoshi Kamuro (学文路聡, Kamuro Satoshi)
- Cypher (サイファ, Saihua)
- Lou (ルー, Ruu)